# Еріх фон Манштейн
Фріц Е́ріх Георг Едуард фон Манште́йн, власне Манштайн (нім. Fritz Erich Georg Eduard von Manstein; 24 листопада 1887, Берлін, Німецька імперія  — 10 червня 1973, Іршенгаузен, Баварія, ФРН) — німецький воєначальник часів Третього Рейху, військовий теоретик, командувач сухопутних військ, генерал-фельдмаршал (1942), один із найталановитіших командувачів Вермахту. Вважався майстром маневреного ведення війни та одним із головних стратегів бліцкригу. Кавалер трьох Лицарських хрестів Залізного хреста (1940, 1943, 1944), двох Залізних хрестів (1914, 1915) та Кримського щита (1942).
Народившись у родині прусського генерала, Манштейн приєднався до армії у 1906 та брав участь в обох Західному та Східних фронтах під час Першої світової війни. Під кінець війни, він дослужився до звання капітана та займався відбудовою німецької армії під час міжвоєнному періоду. З самого початку Другої світової війни під час польської кампанії займав посаду начальника штабу групи армій «Південь» під командуванням генерал-полковника Герда фон Рундштедта. Один з головних архітекторів перемоги над Францією: автор Плану «Гельб» — ідеї наступу німецьких військ через Арденни (гірський масив на південь Бельгії) мимо французьких лінії укріплень "Мажино". Будучи у званні генерала, він брав участь у німецько-радянській війні та відзначився в битві за Севастополь (1941—1942), в Керченсько-Феодосійській десантній операції та в блокаді Ленінграда. Керував операцією «Вінтергевіттер» з метою виведення з оточення 6-ї армії Фрідріха Паулюса в районі Сталінграду під час битви за нього, яка закінчилась невдачею. Його наступні військові досягнення проявились під час Третьої битви за Харків, де він командував групою армій "Південь", та Курської битви, де він керував наступом німців під Курськом в операція "Цитадель". Після цього він керував німецькими військами, які тримали оборону під час Битви за Дніпро, яке також закінчилось поразкою. Під час перебування на терені СРСР, зокрема в Україні, Манштейн відзначився виданням жорстоких наказів щодо військовополонених і цивільного населення, зокрема євреїв, ініціюванням широкого застосування тактики "випаленої землі".
Отримав високу оцінку зі сторони керівництва за переможні битви за Перекопський перешийок, Керч, Севастополь, Харків. У березні 1944 через певні невдачі на фронті та за невиконання наказу Адольфа Гітлера був відсторонений від служби. У серпні 1945 був захоплений британськими військовими до в'язниці. Через рік був поставлений перед Нюрберзьким трибуналом, де він продемонстрував лист, який допоміг створити міф про "чистий" Вермахт, про те що німецькі військові не були причетні до жахіть Голокосту. В 1949 році за вироком суду у Гамбурзі, Манштейн мав відсидіти 18 років за військові злочини, погане ставлення до військовополонених та неспроможність захисту цивільних під час військових операцій. Згодом термін ув'язнення був скорочений до 12 років, з яких він відсидів чотири. У 1953 році звільнений за станом здоров'я. Працював військовим радником уряду Західної Німеччини по відбудуванню військових сил. Він встигнув написати мемуари «Verlorene Siege» («Втрачені перемоги») та «Aus einem Soldatenleben» («З життя солдата»), які неодноразово перевидавалися багатьма мовами. Помер в 1973 у віці 85 років.

## Біографія

### Ранні роки, сім'я
Фріц Еріх Георг Едуард фон Левінскі народився 24 листопада 1887 року в Берліні в сім'ї прусських аристократів генерала артилерії Едуарда фон Левінскі (1829–1906) та Гелени фон Шперлінг (1847–1910). Родина його батька частково мала кашубські шляхетські корені з гербу Брохвич.
Еріх став десятою дитиною в сім'ї. Молодша сестра матері Гедвіга фон Шперлінг (1852–1925), одружена з генерал-лейтенантом Георгом фон Манштейном (1844–1913), не могла мати дітей. Через це між сестрами існувала домовленість, що десята дитина фон Левінскі буде віддана для всиновлення сім'ї сестри матері. Коли народився Еріх, генерал Левінські послав Манштейнові телеграму:
«У вас хлопчик. Мати і дитина почувають себе добре. Вітаю.»

Таким чином немовля всиновив його дядько Георг фон Манштейн, від якого Еріх і отримав своє друге прізвище, яке прославив у військовій історії. Вони також вязли під опіку його двоюрідну сестру Марту.
Манштейни були давньою військовою династією. Не лише обидва батьки Еріха фон Манштейна, біологічний і названий, були прусськими генералами, але й брат його матері, й обидва його діди також були прусськими генералами (один з них, Альбрехт Густав, був командиром корпусу у франко-прусській війни 1870—1871). Крім того, він також був племінником Пауля фон Гінденбурга, майбутнього генерал-фельдмаршала та президента Німеччини, чия дружина Гертруда була сестрою Гедвіги та Елен.
16 предків по прямій генеалогічній лінії Манштейна були генералами пруссько-німецької, а дехто також царсько-російської служби. Таким чином, його кар'єра в прусській армії була забезпечена від самого народження.

### Освіта
Спочатку, з 1894 по 1899, юний Еріх фон Манштейн навчався в ліцеї в Страсбурзі, на території, яка була приєднана до Німецької імперії після Франко-прусської війни 1870—1871. Згодом, з 1900 по 1906, він продовжив навчання в кадетському корпусі в Ліхтерфельде та Плені, після закінчення якого він був зарахований юнкером до 3-го гвардійського полку в Берліні. У січні 1907 році Еріх фон Манштейн отримав перше офіцерське звання. Згодом командування оцінило талановитого офіцера і в жовтні 1913 року направило його на навчання до Академії генерального штабу, яку він закінчив з відзнакою. Закінчення навчання в академії збіглося з початком Першої світової війни.

### Перша світова війна
У 1914 році Манштейн був призначений ад'ютантом 2-го гвардійського резервного піхотного полку й направлений на фронт в Бельгію, де разом зі своїм полком бився на Західному фронті. Вже через місяць цей полк був перекинутий до Східної Пруссії на допомогу 7-й армії під командуванням дядька Манштейна Пауля фон Гінденбурга. Після розгрому 2-ї російської армії генерала Самсонова О. В. полк Манштейна перевели в Південну Польщу, де в листопаді 1914 року Манштейн отримав важке поранення. Зі шпиталю Еріх фон Манштейн вийшов тільки в травні 1915 року і, як офіцер Генштабу, був направлений спочатку до штабу 1-ї армії генерала фон Фабека, а згодом до штабу 2-ї армії генерала фон Бюлова.
Влітку 1915 року Еріх фон Манштейн отримав нове призначення до штабу 12-ї армії, що діяла в північній Польщі. Там він брав участь у вдалому наступі, котрий закінчився опануванням німцями Варшави та Берестя. Манштейн знову став свідком поразки російських армій. З осені 1915-го і до весни 1916-го він на балканському напрямку, під командуванням фельдмаршала фон Макензена. І знову Манштейн став свідком перемоги німецької зброї. 3-тя австро-угорська (фон Кевессаза) та 11-та німецька (фон Гальвиц) армії з жовтня по грудень розгромили Сербію й окупували її.
Літом 1916 року Еріх фон Манштейн брав участь у битві під Верденом, де німецькі війська безуспішно намагалися перехопити ініціативу. В цій битві він був знову поранений.
Восени 1917 року фон Манштейн, отримав звання гауптмана та був призначений начальником оперативного відділу штабу 4-ї кавалерійської дивізії на Східному фронті. Через півроку він стає начальником оперативного відділу штабу 213-ї піхотної дивізії, в складі якої воював на Західному фронті до кінця війни.
За бойові заслуги в Першу світову війну Еріх фон Манштейн нагороджений Залізними хрестами 2-го (у жовтні 1914) та 1-го (у листопаді 1915) ступенів, а також прусським Лицарським хрестом дому Гогенцоллернів з мечами (1918).
Військова кар'єра
- 6 березня 1906 — фенрих
- 21 січня 1907 — лейтенант
- 19 червня 1914 — оберлейтенант
- 24 липня 1915 — гауптман
- лютий 1928 — майор
- 1 квітня 1931 — оберстлейтенант
- 1 грудня 1933 — оберст
- 1 жовтня 1936 — генерал-майор
- 1 квітня 1938 — генерал-лейтенант
- 1 червня 1940 — генерал від інфантерії
- 7 березня 1942 — генерал-полковник
- 1 липня 1942 — генерал-фельдмаршал

### Міжвоєнний період
У 1918 році він був направлений офіцером штабу «Південь» у Прикордонні війська в Бреслау і служив там до 1919 року. Згодом його зарахували в Рейхсвер й в подальшому Еріх фон Манштейн брав участь в післявоєнному створені збройних сил Німеччини.
10 червня 1920 року фон Манштейн одружується з дочкою сілезького поміщика Юттою Сибілою фон Лоеш (1900–1966). У шлюбі у них було троє дітей: дочка Гізела (нар. 1921) (майбутня дружина бригадного генерала Бундесверу Еделя-Генріха Лінгенталя), і двоє синів, Геро (нар. 31 грудня 1922) і Рюдігер (нар. 1929). Старший син Геро, який служив лейтенантом 51-го панцер-гренадерського полку 18-ї піхотної дивізії Вермахту, загинув на полі бою в північному секторі Східного фронту 29 жовтня 1942.
У 1920 році фон Манштейн отримав посаду командира роти. Лише в лютому 1928 року він отримав чергове військове звання майор. Наприкінці 1920-х років Еріх фон Манштейн відвідав багато Європейських країн, ознайомившись зі станом справ у збройних силах цих країн та здобувши багатий досвід.
В листопаді 1931 року фон Манштейн у складі делегацій офіцерів Рейхсверу брав участь в переговорах з маршалами Тухачевским та Ворошиловим, які проходили в Москві. На цих переговорах німецькі і радянські офіцери обговорювали плани співробітництва. Після переговорів Манштейн пройшов перепідготовку в Московському та Ленінградському військових округах.
Через півроку після приходу Гітлера до влади Еріх фон Манштейн став командиром батальйону в 4-му піхотному полку в Кольберзі й незабаром отримав звання оберста. З 1 лютого 1934 року він став начальником штабу 3-ї піхотної дивізії та одночасно 3-го військового округу (Берлін). Манштейн виступав проти дискримінації військовослужбовців-євреїв, однак завдяки заступництву голови Військового міністерства генерал-полковника фон Фріча жодних заходів до нього вжито не було й Манштейн протягом кількох років продовжував своє швидке просування по службовій драбині.
Вже з липня 35-го року Манштейн — начальник Оперативного управління Генерального штабу сухопутних сил. У жовтні 36-го він підвищений в генерал-майора і отримав посаду першого обер-квартирмейстера (першого заступника начальника) Генерального штабу. Тодішні керівники німецького Генштабу — Людвіг фон Бек і барон Вернер фон Фріч — були досить незалежними військовими, не допускали втручання політики в їх професійну діяльність.
Під час «генеральської чистки» (лютий 1938 року) цей незгідливий генералітет був знятий зі своїх посад. Разом з відставкою генерал-полковника фон Фріча, що був вимушений залишити військову посаду після несправедливого скандального звинувачення, позбувся посади й Манштейн, який через свій демарш у 1934 році за «єврейським питанням» опинився в «чорному списку» Гітлера. Проте звільнити його з армії військове керівництво Вермахту тоді не наважилося — Манштейн мав репутацію одного з найталановитіших генштабістів німецької армії. Тому щодо нього вирішили обмежитися «почесним засланням» й він був переведений у Легницю у Нижній Сілезії на посаду командира 18-ї піхотної дивізії.
Але Німеччині потрібні були досвідчені офіцери, і Манштейн знову став підніматись по службі, отримуючи нові призначення. Під час окупації Судетської області та Чехословаччини фон Манштейн був на посаді начальника штабу 12-ї армії фон Лееба.

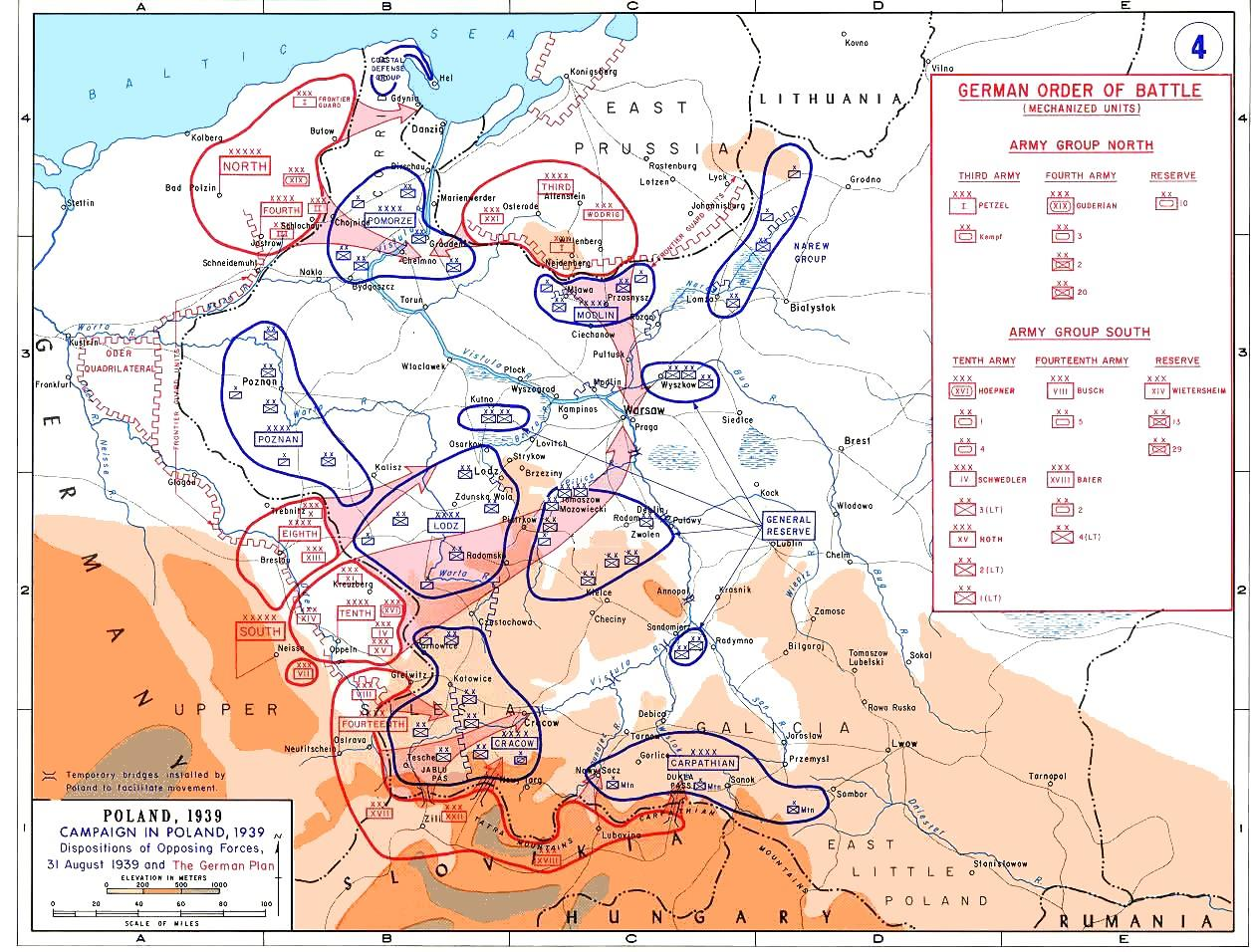
План Польської кампанії.

### Друга світова війна

#### Польська кампанія
18 серпня 1939, в рамках підготовки плану операції «Вайс» — німецького вторгнення в Польщу — генерал-лейтенант фон Манштейн був призначений начальником штабу групи армій «Південь» під командуванням Гердта фон Рундштедта. Ця група армій була зосереджена на території німецької Сілезії та окупованої Словаччини й повинна була діяти на південному напрямку, проти армій «Лодзь», «Краків» та «Карпати».
Разом з начальником оперативного управління групи армій оберстом Гюнтером Блюментріттом він особисто брав участь у розробці оперативного плану операції вторгнення. Розглянувши задум операції фон Рундштедт безумовно прийняв пропозицію Манштейна, яка передбачала з метою вирішального прориву, що мав привести до оточення основних сил Війська Польського західніше від Вісли, зосередити більшість танкових з'єднань групи армій у 10-й армії Вальтера фон Райхенау. За планом Манштейна, дві інші армії зі складу групи армій «Південь», 14-та армія Вільгельма фон Ліста, що діяла південніше, і 8-ма армія Йоганнеса Бласковіца на лівому фланзі, мали забезпечити флангову підтримку для броньованого кулака Райхенау аж до Варшави, столиці Польщі. У приватному порядку фон Манштейн дуже прохолодно висловлювався про саму ідею Польської кампанії, вважаючи, що було б краще залишити Польщу, як проміжний буфер між Німеччиною та Радянським Союзом. Також його стурбованість викликалася тим, що у випадку початку кампанії в Польщі, союзники зможуть атакувати через «Західний вал», й таким чином, Німеччина неминуче постане перед фактом ведення війни на два фронти.
22 серпня 1939 викликав Манштейна та інших командирів на конференсію, де наполягав на фізичному знищинні поляків. Манштейну та іншим генералами Верхамту пізніше стало відомо про політику Рейху, оскільки вони отримували звіти про діяльність Айнзатцгруп та ескадронів смерті СС, яким було доручено слідувати за армією до Польщі для вбивства інтелігенції та інших цивільних осіб. Ці загони також завдання перевозити євреїв та інших осіб до гетто та нацистських концентраційних таборів. Манштейн пізніше понесе відповідальність за військові злочини пов'язані з євреями та смертями цивільних у секторах під його контролем, в знущаннях та смертях військовополоненних.
1 вересня 1939 року частини Вермахту перейшли польський кордон, а через два дні Англія та Франція оголосили Німеччині війну; розпочалася друга в 20-му столітті світова війна.
Розпочате 1 вересня 1939 року вторгнення почалося успішно. У смузі відповідальності групи армій «Південь», танкові частини 10-ї армії стрімко переслідували польські війська, що відступали, не даючи їм часу та можливості перейти до оборони. 8-й армії вдалося завадили концентрації розпорошених польських військ в районі Лодзі, Радома і Познані від злиття в єдину силу. Відхиляючись від первісного плану, який передбачав просування прямо на Віслу, а потім наступу на північ на Варшаву, фон Манштейн переконав фон Рундштедта спочатку оточити польські частини в районі Радома та знищити їх. План вдався, війська групи армій «Південь» вдало здійснили оточення польського Лодзинського угруповання. Тим часом 8-ма німецька армія була атакована з півночі, тому елементи 4-ї, 8-ї та 10-ї армій були швидко передислоковані за допомогою повітряної підтримки в імпровізованій спробі відрізати будь-який польський прорив назад до Варшави. Гнучкість та спритність німецьких військ призвели до розгрому дев'яти польських піхотних дивізій та інших підрозділів в результаті битви на Бзурі (8-19 вересня), найбільшої військової операції до цих пір. По суті, це був перший «котел» Другої світової війни; більша частина польського війська на південному напрямку від Варшави була оточена та капітулювала 6 жовтня.
За успіхи в проведенні блискавичної операції Еріх фон Манштейн отримав планки до Залізних хрестів 2-го та 1-го ступеня (повторні нагородження).

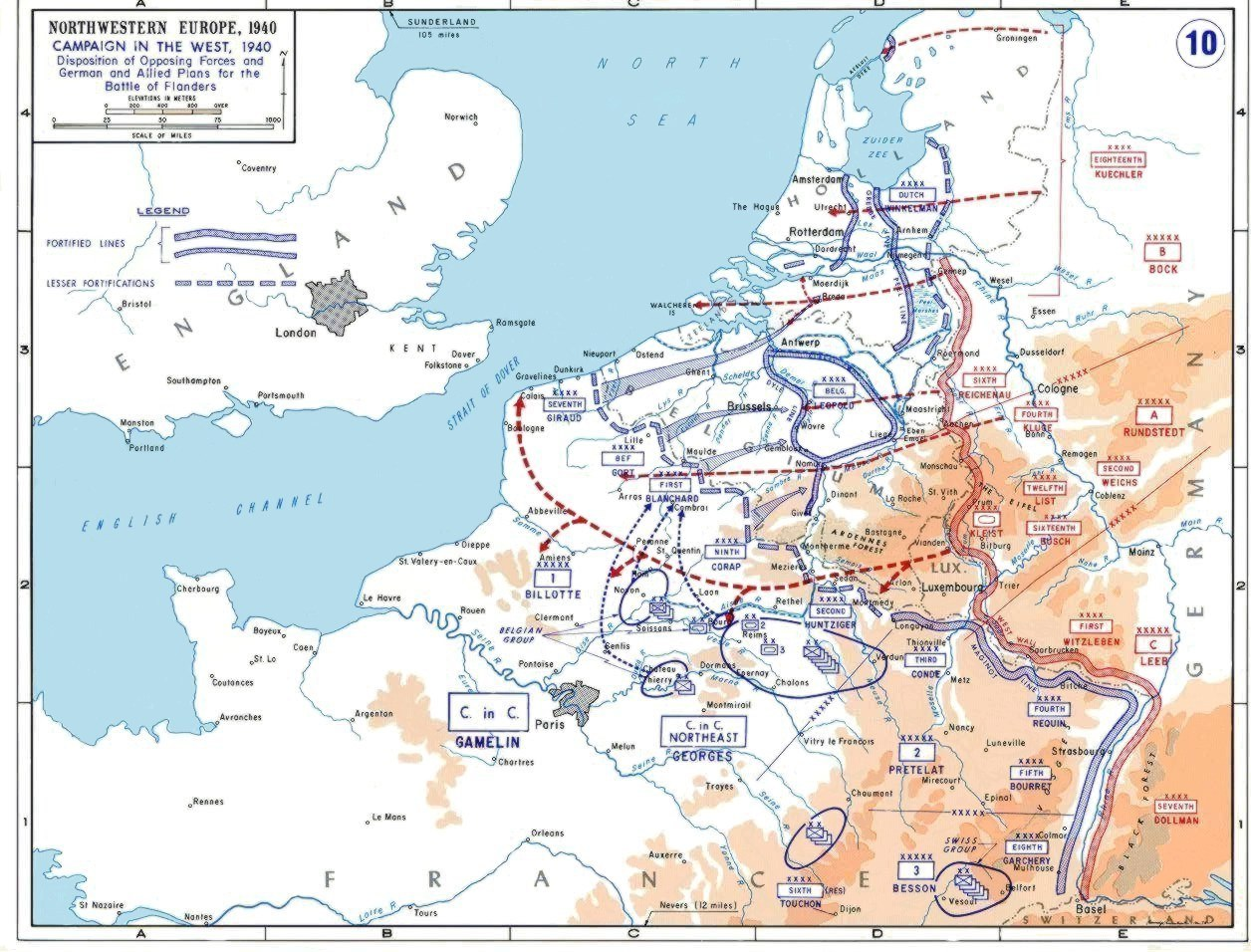
Варіант плану «Гельб» за задумом Манштейна

#### Французька кампанія
27 вересня 1939 року Варшава офіційно капітулювала, хоча окремі осередки опору ще залишалися. Того ж дня Гітлер зібрав у Рейхсканцелярії всіх командувачів групами армій і вище керівництво Вермахту і оголосив про свій намір атакувати Францію через територію Бельгії та Нідерландів. Генералітет намагався переконати Гітлера не робити цього, але він стояв на своєму. Фюрер наказав Верховному командуванню на чолі з начальником штабу ОКВ генералом Францом Гальдером, розробити план дій на заході проти Франції та Нижніх країн. Генеральний штаб запропонував різні варіанти плану операції, з якими були ознайомлені керівники груп армій, що мали діяти на Західному фронті. Дата нападу багато разів переносилася, а плани коректувалися. Тодійшній головнокомандувач Сухопутних військ Вермахту Вальтер фон Браухіч разом з іншими членами ОКВ розробив план нападу на Францію у початку жовтня. Як і План Шліффена у Першій світовій війні, війська мали пройти через Нідерланди та Бельгію, однак сам Адольф Гітлер не був задоволений цим планом.
До кінця жовтня велика частина німецької армії була передислокована на захід, для підготовки війни проти Франції. Фон Манштейн був залишений начальником штабу групи армій «А» під командуванням фон Рундштедта, що зосереджувалася в західній Німеччині, навпроти Арденн. Як і переважна більшість молодих генералів зі складу сухопутних військ, що була ознайомлена із задумом плану «Ґельб», Манштейн критикував його за негнучкість, шаблонні підходи до досягнення стратегічних цілей операції та повне ігнорування ударних можливостей танкових та моторизованих військ. Він прямо вказував, що цей план є попросту шаблонним повторенням плану Шліффена, з напрямком головного удару німецьких військ через Бельгію, тобто такий запланований варіант дій, якого союзникам слід було очікувати, оскільки вони вже зосередили потужні сили в цьому районі. За власною ініціативою фон Манштейн розробляє власний план розгрому Франції. Сама ідея плану, запропонованого ним, не була новою, й до нього розглядалася в штабі ОКГ, більше того, він встиг промайнути ще в знаменитому «плані Шліффена». Старий фельдмаршал припускав можливість вторгнення французів у Бельгію, але в 1914-му році це уявлялося швидше екзотикою. Однак Шліффен передбачив і це.
У жовтні 1939 року фон Рундштедт і фон Манштейн звернулися до штабу Головного командування сухопутних військ із запропонованим планом. За цим планом передбачалося спочатку заманити противника на територію Бельгії і Голландії, а потім відрізати ударом через Арденни. При цьому він пропонував створити на напрямку головного удару потужне танкове угруповання.
Втручання Манштейна в оперативно-стратегічне планування головнокомандувача сухопутними військами та Генерального штабу викликало бурхливу реакцію з боку останніх. Дратівливість ситуації була в тому, що начальник штабу групи армій через голови своїх начальників безпосередньо втручався в компетенцію керівництва ОКГ (командування сухопутних сил). Його план був з ходу відхилений, а Браухіч і Гальдер, що вважали такий варіант кампанії проти Франції повною авантюрою, добилися зміщення Манштейна з займаної посади. Манштейн був знятий з посади й у лютому 1940 року переведений командувачем 38-го армійського корпусу, що тільки-но формувався в Штеттіні. Правда, формально, це було підвищенням.
Й тут вперше у Манштейна проявляється риса характеру, яка врешті-решт приведе його до відставки. Він не зупиняється на тому, що його попросту посунули вбік, він наполегливо шле листи до ОКГ, а коли керівництво відхиляє його пропозицію, знаходить інший шлях до реалізації плану.
17 лютого 1940 відбулося представляння фюреру новопризначених корпусних командувачів. Під час цієї зустрічі Манштейн наважився доповісти Гітлеру свій проект плану, який створював разом з Гайнцом Вільгельмом Гудеріаном. За планом генерала Німеччина вводить сильну армійську групу на територію Бельгії, як у Першу Світову війну. Союзники, також пам'ятаючи досвід Першої світової, щоб не допустити розгрому бельгійців і для недопущення на французьку територію німецьких військ, входять основними силами до Бельгії. Тоді інше німецьке угруповання, насичене танковими і моторизованими з'єднаннями, завдає якнайпотужнішого удару через лісисті пагорби Арденн, де ніхто не чекатиме на них, встановлює плацдарми по річці Маас, й далі стрімким кидком виходить до Ла-Маншу, тим самим відрізаючи союзні армії, що увійшли до Бельгії. Більш того, фон Манштейн запропонував скористатися тим, що за його планом німецькі війська обходять славнозвісну «лінію Мажино» й опиняються значніше південніше в глибині французької території, створюючи передумови для подальшого наступу по всій Франції. Гітлер не тільки вислухав, але й схвалив зухвалий, але вивірений манштейнівській план.
Манштейн пропустив початок Західної кампанії, яка розпочалася 10 травня 1940 року, оскільки в цей час займався формуванням 38-го армійського корпусу, попутно спостерігаючи, як інші втілюють у життя його план. Але він ще встиг повоювати у Франції, вже після розгрому союзників, після блискучої реалізації його варіанту плану «Ґельб», над яким він, спільно з фон Рунштедтом та Гудеріаном, працював.
16 травня 1940 року 38-й армійський корпус фон Манштейна, передислокований на Західний фронт для підготовки до операції за планом «Рот», увійшов до складу 4-ї армії генерал-полковника Гюнтера фон Клюге. 5 червня 1940 року генерал повів свій армійський корпус у бій біля річки Сомми.
9 червня корпус першим вийшов до Сени і захопив плацдарм на південному березі. Німці вели цей наступ аж до 22 червня, до підписання Комп'єнського перемир'я. Корпус Манштейна просунувся далі за всіх, до містечка Шатійон за Луарою, що становило більш ніж 500 км від початкової точки наступу.
1 червня 1940 року за заслуги у Французькій кампанії фон Манштейн був нагороджений Лицарським хрестом і отримав чин генерала від інфантерії.
Після розгрому Франції корпус Манштейна був залишений там у складі окупаційних військ і переформований — кілька дивізій його корпусу мали стати моторизованими, а потім перекинутий на узбережжя Ла-Маншу для підготовки до операції вторгнення в Англію. Але вторгнення незабаром відміняють, й у лютому 1941 року Манштейн призначений командиром 56-го моторизованого корпусу (8-ма тд, 3-тя мд, 3-тя мд СС і 290-та пд).

### Битва з Британією
Манштейн був ідейником німецького вторгнення до Великої Британії. Він вважав цю операцію ризикованою, але необхідною для тактичної переваги. Ранні дослідження різних штабних офіцерів визначили, що перевага в повітрі була необхідною умовою запланованого вторгнення. Його корпус повинен був бути відправлений через Ла-Манш з Булоні в Бексхіл як один з чотирьох підрозділів, призначених для першої хвилі, та висадитись на території Великої Британії, але оскільки Люфтваффе не вдалося подолати Повітряні сили Великої Британії під час битви за Британію, операція «Зеєльове» була скасована за наказом Гітлера. Військові сили Німеччини та її союзників були зібрані для майбутньої операції "Барбаросса". Решту року Манштейн, мало чим займаючись, проводив час у Парижі та вдома.

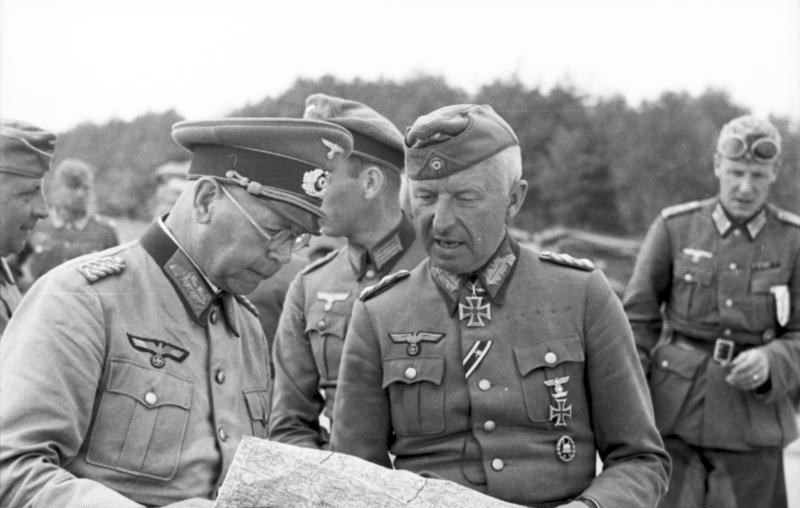
Генерал від інфантерії Еріх фон Манштейн з командиром 8-ї танкової дивізії генерал-майором Еріхом Бранденбергером. Червень 1941

#### Східний фронт

##### Операція «Барбаросса»
З підготовкою війни проти Радянського Союзу 56-й моторизований корпус фон Манштейна увійшов до складу 4-ї танкової групи генерал-полковника Еріха Гепнера групи армій «Північ» (генерал-фельдмаршал Вільгельм Ріттер фон Лееб).
З ранку 22 червня 1941 56-й моторизований корпус, маючи у своєму складі 8-му танкову, 3-тю моторизовану та 290-ту піхотну дивізії вступив у бій з радянськими прикордонними військами. Бойовий шлях корпусу Манштейна на Східному фронті почався блискуче — його корпус з району на північ від Мемеля наступав у напрямку на Каунас і Даугавпілс. Вже в перший день війни він просунувся на 56 км, а до кінця другого дня війни частини корпусу відірвались від німецько-радянського кордону вже на 170 км. Із самого початку вторгнення німецьких військ на територію Радянського Союзу фон Манштейн діяв вміло й стрімко. За 5 днів його моторизований корпус зробивши кидок на 250 км, захопив плацдарм на Західній Двіні в районі Даугавпілса, куди 8-ма танкова дивізія увірвалася вже 26 червня.
Потім був новий кидок до озера Ільмень. Але там, у районі Солець (14-18 липня 1941 року) корпус Манштейна потрапив під контрудар радянських військ і зазнав поразки. 14 липня радянська 11-та армія завдала контрудару по військах групи армій «Північ», що увірвалися далеко вперед, й 8-ма танкова дивізія корпусу Манштейна опинилась в оточенні. Втім, вона вийшла звідти, навіть зберігши основну частину озброєння.
19 липня Манштейн отримав наказ наступати на Ленінград. У розпорядження Манштейна прибули поліцейська й «Тотенкопф» дивізії СС. Наступ на Ленінград корпус почав 10 серпня, але вже через кілька днів 38-ма радянська армія атакувала 16-ту польову армію Вермахту на південь від озера Ільмень. Манштейну довелося розвернути свої частини, щоб організувати контрудар. 22 серпня Еріх фон Манштейн досяг річки Ловать. До вересня корпус просувався до Ленінграда, хоча, за визнанням свого командира, не так швидко, як хотілося. У подальшому Манштейн успішно діяв у районі Дем'янська, а також у смузі між озерами Ільмень і Чудським, відбиваючи контрудари радянських військ.

##### Кримська операція. Битва за Севастополь

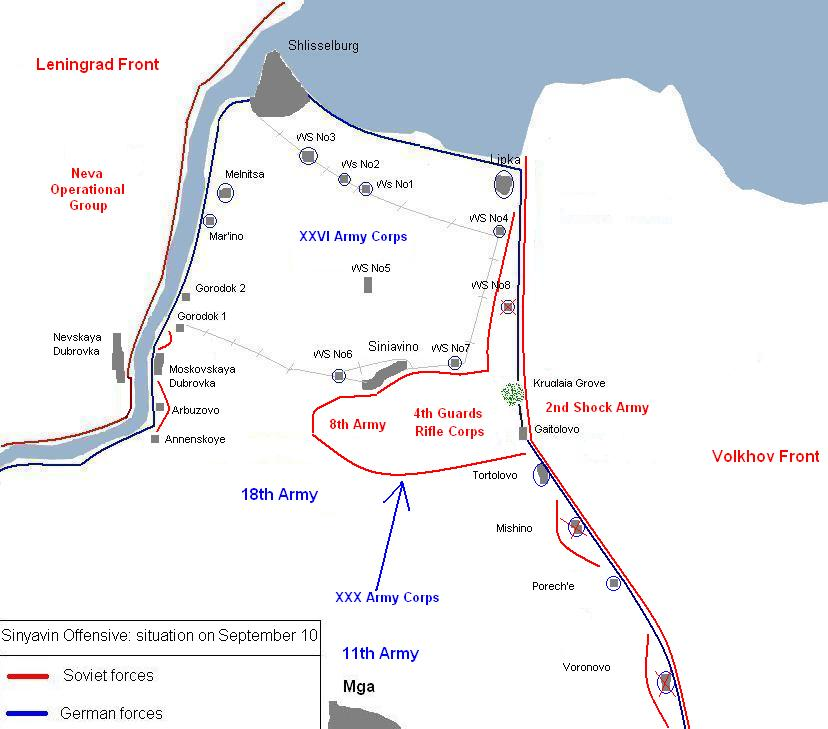
Карта Синявінської операції 1942 року

13 вересня 1941 року Еріха фон Манштейна призначено замість загиблого генерала фон Шоберта командувачем 11-ю армією (30-й, 54-й ак, 49-й гк та моторизована бригада «Ляйбштандарт СС Адольф Гітлер»), що наступала на кримському напрямку. Крім того, в оперативне підпорядкування фон Манштейна перейшла 3-тя румунська армія. Перед 11-ю армією було поставлено відразу два завдання — просування на Ростов-на-Дону і захоплення Криму.
Але Манштейн уже встиг зрозуміти, що Червона армія зовсім не повністю знищена в прикордонних битвах й йому вдалося переконати командування в необхідності зосередження всіх сил своєї армії на штурмі Криму. Наприкінці жовтня 1941 війська, очолювані Манштейном, прорвали оборону радянських військ на Перекопському перешийку і увірвалися на півострів. Радянські війська, що знаходилися там, були розгромлені, втративши тільки полоненими до 100 тис. чоловіків, але захопити з ходу Севастополь Манштейну не вдалося. Водночас війська лівого флангу 11-ї армії у взаємодії з 1-ю танковою армією генерала Е. фон Кляйста розгромили на північному заході від Бердянська радянські 9-ту і 18-ту армії. Тут німецькі війська взяли в полон загалом 65 тис. радянських військових, захопили або знищили понад 200 танків і близько 700 гармат.
На 17 листопада в руках Червоної армії в Криму залишався лише Севастополь. У середині грудня німецька 11-та армія зробила наступну спробу опанувати місто. 26 грудня 1941 у відповідь командування Кавказького фронту розпочали висадку десантів в районі Феодосії і в Керчі. Основна частина військ 46-ї піхотної дивізії під командуванням генерала Ганса фон Шпонека поспішно відступила з Керченського півострову, втративши більшу частину своєї важкої техніки та майна. Лише відмова фон Манштейна від подальшого штурму радянської військово-морської бази та перекидання значної частини своїх сил на схід з метою ліквідації радянського плацдарму запобігли краху в східній частині Криму. Але дві радянські армії, захопивши Керченський півострів, цим і обмежилися. До травня 1942 на півострові встановилося відносне затишшя.
8 травня 1942 року, перегрупувавши сили, Манштейн завдав контрудару по радянських позиціях на Керченському півострові й здобув нову велику перемогу, вщент розгромивши війська радянського Кримського фронту (44-та, 47-ма і 51-ша радянські армії). Через три дні частки 11-ї армії відбили Феодосію і повністю знищили радянський десант, висаджений в Судаку. Радянські війська втратили в Криму близько 170 тис. осіб тільки полоненими, понад 250 танків і до 1100 гармат. Втрати німців склали 3 397 чоловіків (600 загиблих) та 8 танків. За уміле керівництво 11-ю армією Гітлер надав Манштейну звання генерал-полковника.
Тим часом, облога Севастополя військами Манштейна тривала вже понад 8 місяців. 7 червня 1942 року він розпочав останній штурм Севастополя. 54-й і 30-й армійські корпуси за підтримки артилерії і авіації атакували захисників фортеці. За розпорядженням Манштейна при обстрілі Севастополя активно використовувалася важка облогова артилерія та трофейна радянська зброя, захоплена 11-ю армією в попередніх боях. 29 червня почався останній етап штурму Севастополя. Манштейн наказав не входити своїм військам до міста, а VIII авіакорпусу підсилити бомбардування фортеці.
1 липня знекровлені радянські частини, залишки Приморської армії, що обороняла Севастополь, позбавлені вищого командування, що залишило власні війська, покинули місто і з боями почали відходити на захід до мису Херсонес, де чинили опір ще 3 дні, а окремі підрозділи оборонялися ще до 13 липня.
Німецький генерал Курт фон Тіппельскірх заявив про захоплення на мисі Херсонес 100 тис. полонених, 622 гармат, 26 танків і 141 літака, проте радянські історики вважають, що число полонених не перевищувало 78 230 чоловіків, а захоплення авіаційної техніки не було: літаки які залишалися в строю на момент 3-го штурму були частково передислоковані на Кавказ, частково скинуті в море й затоплені. У період з 1 по 10 липня 1942 року з Севастополя всіма видами транспортних засобів було евакуйовано лише 1726 солдатів Севастопольського оборонного району, інші захисники міста або загинули, або потрапили в полон.
1 липня 1942 року за взяття Севастополя командувач 11-ю армією Еріх фон Манштейн отримав звання генерал-фельдмаршала, а весь особовий склад армії — спеціальний нарукавний знак «Кримський щит».

##### Блокада Ленінграда, Сталінградська битва
Після завоювання Криму 11-та армія була перекинута до складу групи армій «Північ» для вирішального удару по Ленінграду.
Доручивши Манштейну загальне керівництво бойовими діями німецьких військ під Ленінградом, Гітлер не сумнівався, що переможець Севастополя підкорить і Ленінград. Війська 11-ї армії, у взаємодії з іншими арміями групи армій «Північ», розпочали підготовку операції «Нордліхт», початок якої планувався на 15 вересня 1942 року. Гітлер був упевнений, що з великою кількістю важкої артилерії й новими танками «Тигр», які надійшли в німецькі війська на цей напрямок для проведення штурму, облога величезного міста нарешті закінчиться й Вермахт опанує Ленінград. Фон Манштейн, з іншого боку, був налаштований більш песимістично, стверджуючи, що для успіху операції необхідний одночасний штурм фінських військ з півночі, керівництво яких категорично відмовлялося брати участь в операції.

Операція «Уран». 1942

Але радянські війська випередили противника, розпочавши свій наступ на місяць раніше. 19 серпня 1942 року Ленінградський фронт розпочав свою фазу наступальної операції, а 27 серпня 1942 року перейшов у наступ Волховський фронт у вузькому виступі німецьких військ біля Синявино проти військ 18-ї армії Георга Ліндемана.
З 28 серпня військам Манштейна, що готувалися до штурму міста, довелося з великими труднощами відбивати удари Червоної армії. Серія запеклих боїв з перемінним успіхом тривала до середини жовтня, в яких фон Манштейну меншими силами вдалося побороти значне угруповання радянських військ, які втратили понад 60 000 осіб протягом кількох місяців. До 10 жовтня лінія фронту повернулася до вихідного положення перед початком цій битви. Однак, це означало, що німці були вже не в змозі розпочати рішучого штурму Ленінграда, і облога продовжувалася й у 1943 році. У ході цих боїв загинув син Манштейна, лейтенант 51-го панцер-гренадерського полку. Вражений тяжкою втратою, Манштейн одразу ж після похорону поїхав до Німеччини.
Через кілька днів після його повернення на фронт прийшла звістка про оточення 6-ї армії в районі Сталінграда. Рятувати її Гітлер доручив Манштейну, якого в листопаді 1942 року призначають командувачем новосформованої групи армій «Дон», яка була скомпонована з військ 4-ї танкової Германа Гота, 6-ї польової Фрідріха Паулюса і 3-ї румунської армій Петре Думітреску. Фон Манштейн отримав наказ звільнити оточені в Сталінграді армії. 12 грудня командувач групою армій почав свій наступ і до 24 грудня 1942 року був за 50 км від Сталінграда, коли його просування було зупинене, спроба деблокувати 6-ту армію закінчилася невдачею. Потім був тривалий відступ на 200 км назад, який продовжувався до лютого 1943 року. Лише з великими труднощами Манштейну вдалося утримати Ростов-на-Дону і не допустити повного розгрому всього південного крила німецького Східного фронту (угруповання чисельністю близько 900 тис. чоловік).

##### Харківська операція

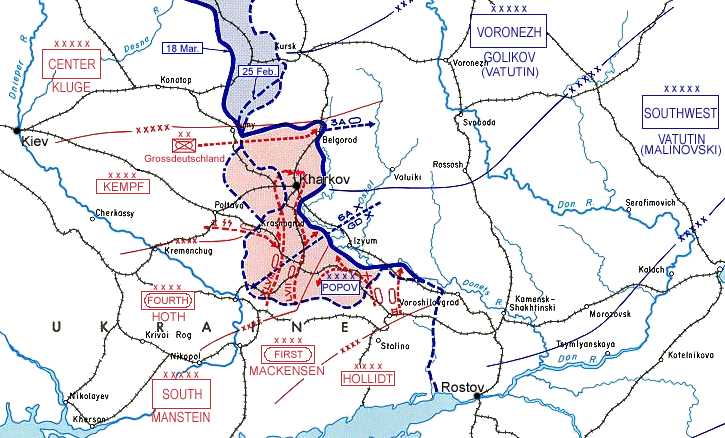
Третя битва за Харків. 1943

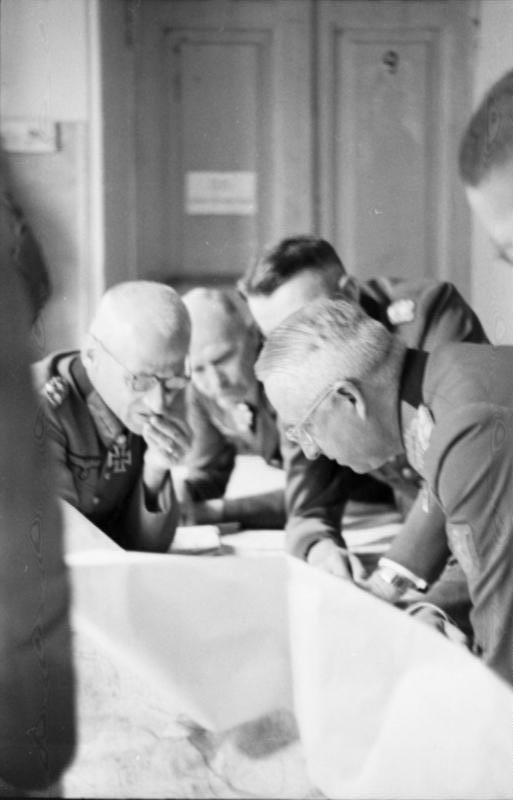
Еріх фон Манштейн обговорює план операції «Цитадель» з генерал-полковником Германом Готом. 21 червня 1943

13 лютого 1943 група армій «Дон» була перейменована в групу армій «Південь», командувачем якої залишився Еріх фон Манштейн. У лютому — березні 1943 року Манштейн провів успішний контрнаступ на харківському напрямі, відкинувши радянські війська за р. Сіверський Донець і оволодівши Харковом, за що 12 березня 1943 року був нагороджений дубовим листям до Лицарського хреста.

##### Операція «Цитадель»

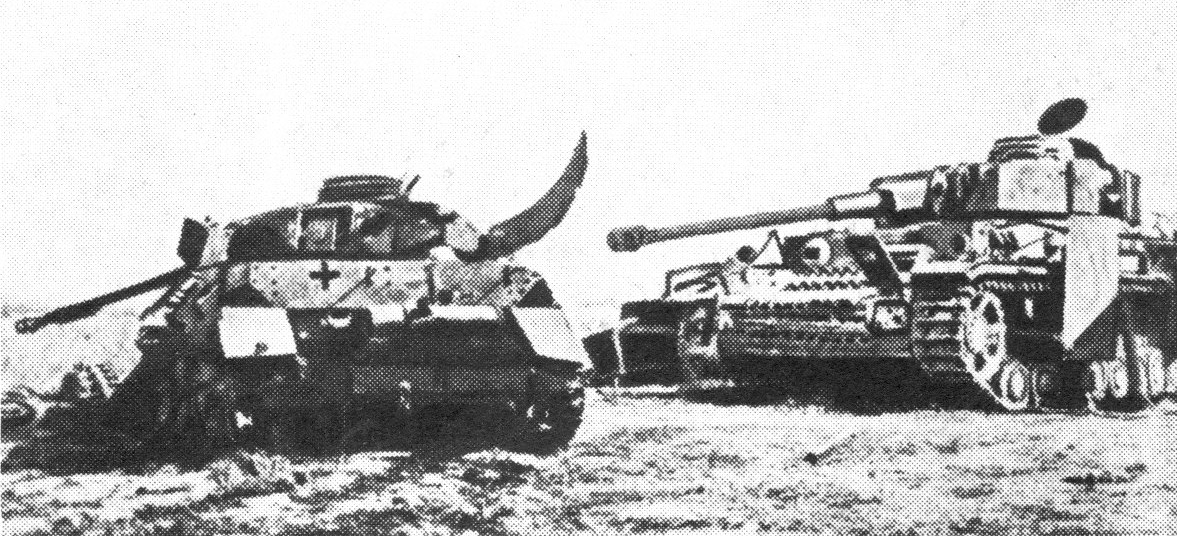
Підбиті німецькі танки 1943 р. Операція «Цитадель»

Із закінченням зимово-весняної кампанії 1942—1943 року на Східному фронті встановилося відносне затишшя. Обидві сторони готувалися до вирішального наступу, який мав переломити хід війни.
Як це було і раніше, Манштейн запропонував свій власний план літньої наступальної кампанії Вермахту на 1943 рік. Він спрогнозував кілька альтернативних варіантів. Перший — завдати удару на початку травня, коли радянські війська ще не будуть готові до наступу, і дезорганізувати підготовку, взявши в кліщі Курськ. Другий — сам Манштейн вважав його кращим — дочекатися наступу Червоної армії, відійти перед самим його початком і потім завдати флангового удару з боку Києва, розтрощивши противника. Гітлер відкинув останній, вважаючи його занадто ризикованим. Але, погодившись з першим варіантом, відклав атаку перед самим її початком, вирішивши дочекатися прибуття додаткових сил, що збільшувало шанси на успіх. Затримка тривала до липня, причому виграли від неї в основному радянські війська. У ході операції «Цитадель», група армій «Південь» Манштейна мала добрі шанси на успіх, але, кінець кінцем, була зупинена, коли 4-та танкова армія більше не змогла просуватися на північ. Хоча південна половина кліщів проникла досить глибоко, група армій «Центр» Г. фон Клюге спочатку натрапила на запеклий опір, а потім була розбита фланговим контрударом радянських військ. Це стало початком загального контрнаступу Червоної армії, якому німці протистояти вже не могли.
Після краху операції «Цитадель», Еріх фон Манштейн довгий час відступав під натиском військ Червоної армії. У цих важких умовах Манштейн продемонстрував блискучу майстерність, зумівши перетворити панічну втечу на організований відступ військ групи армій «Південь» до рубежу Дніпра.

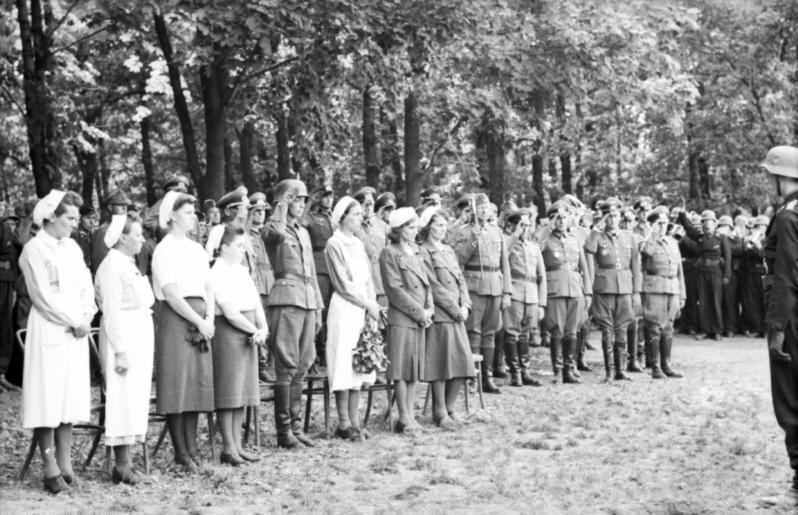
Траурна церемонія поховання командира 6-ї танкової дивізії генерал-майора Вальтера фон Гюнерсдорффа на військовому цвинтарі в Харкові, 18 липня 1943 року. На церемонії особисто присутній командувач групою армій «Південь» генерал-фельдмаршал Еріх фон Манштейн. Біля нього командувач 4-ї танкової армії Герман Гот і командир 11-го армійського корпусу Ерхард Раус. Жінка з квітами в центрі — дружина фон Гюнерсдорффа Ода, яка працювала медсестрою в Харківському шпиталі.

3 вересня 1943 Манштейн, підтриманий генерал-фельдмаршалом фон Клюґе, запропонував Гітлеру провести докорінну реорганізацію вищого військового керівництва вермахту — заснувати пост головнокомандувача Східним фронтом, скасувати ОКВ і передати керівництво всіма фронтами Генеральному штабу сухопутних військ, а також провести ряд інших заходів цього ж плану, тобто по суті передбачалося усунути Гітлера від керівництва бойовими операціями німецької армії. Але Гітлер навідріз відмовився навіть обговорювати це питання.

##### Битва за Дніпро
Восени 1943 року з великими труднощами Манштейну вдалося зупинити потужний наступ Червоної армії по Дніпру, спираючись своїми основними силами на оборонні рубежі поздовж «Східного валу». Група армій «Південь» під командуванням фон Манштейна захищала західний берег Дніпра, завдаючи Червоній армії важких втрат. У жовтні 1943 року в результаті успішно проведеного контрудару в районі Кривого Рогу Манштейну вдалося завдати серйозної поразки угрупованню радянських військ, що вирвалося далеко вперед від основних сил. Хоча на середину січня 1944 року Манштейну в цілому вдалося стабілізувати ситуацію на фронті, проте, з кінця січня він був вимушений відступати й далі під потужними ударами нового наступу Червоної армії, що розгорнувся із захоплених радянськими військами плацдармів, коли Червона армія перейшла в загальний наступ на Правобережній Україні. Фронт оборони німецьких військ затріщав по всіх швах. Удари радянських військ ішли один за одним, ламаючи оборону противника то на одному, то на іншому напрямку.
У середині лютого 1944 року на однієї з ділянок оборони групи армій склалася критична ситуація, яка мала перерости в «другий Сталінград». Еріх фон Манштейн не послухався наказу Гітлера, який категорично забороняв своїм командувачам відступати без його особистого дозволу з будь-яких позицій та вивів 11-й і 42-й корпуси (56 000 солдатів) своєї групи армій «Південь» з «Черкаського котла», що утворився 16-17 лютого 1944 року. Врешті-решт, Гітлер погодився з цим вимушеним маневром і віддав добро про відхід цих частин з «котла», коли вони фактично вже були виведені за наказом Манштейна. Однак 10 дивізій і одна бригада загальною чисельністю до 80 тис. чоловік, 1600 гармат і мінометів, до 230 танків і штурмових гармат, все ще продовжували утримувати свої позиції й врешті-решт опинилася в Корсунь-Шевченківському котлі. Спроба деблокувати їх закінчилася невдачею. 17 лютого вирватися з оточення вдалося лише незначній кількості підрозділів, загальною чисельністю трохи більше 36 тис. осіб (разом з пораненими).
19 березня 1944 Манштейн зажадав від Гітлера надати йому свободу дій при проведенні бойових операцій, але знову отримав відмову. 23 березня в оточення потрапила 1-ша танкова армія генерала Ганса Губе, якій Гітлер також забороняв відступати. 25 березня Манштейн, пригрозивши відставкою, зажадав від фюрера скасування цього наказу і домігся свого (6 квітня 1-ша танкова армія вийшла з оточення).
Наприкінці березня 1944 року південне крило німецького Східного фронту було розколоте військами Червоної армії на дві частини. Одна з них (група армій «A») відкинута за р. Дністер, а друга (очолювана Манштейном група армій «Південь») — в Західну Україну.
30 березня Гітлер викликав Манштейна в свою ставку, нагородив його мечами до Лицарського хреста і відсторонив від командування групою армій «Південь». Прощаючись з фельдмаршалом, фюрер сказав йому, що якщо він, Гітлер, задумає великий наступ, то обов'язково доручить очолити його Манштейну.

### Відставка
30 березня 1944 року генерал-фельдмаршал Еріх фон Манштейн був відправлений у відставку і переведений до резерву ОКВ. Його пост зайняв Вальтер Модель. Зарахований до резерву, Манштейн так до кінця війни й не отримав жодного призначення і не брав участі у військових діях. Втім, час від часу фюрер продовжував надавати йому знаки поваги (зокрема подарував великий маєток).

### Після війни
У 1945 році Еріх фон Манштейн був арештований англійцями і поміщений у в'язницю. У 1949 році він постав перед англійським військовим судом в Гамбурзі, де був визнаний винним у воєнних злочинах і засуджений до 18-річного тюремного ув'язнення. Однак вирок, винесений Манштейну, викликав невдоволення на Заході, де порахували його не тільки занадто суворим, а й несправедливим. Під тиском консервативних кіл англійської влади, термін ув'язнення Манштейну спочатку скоротили до 12 років, а в 1952 році і зовсім звільнили його від покарання (умовно, за станом здоров'я). У 1953 році всі звинувачення з Манштейна були зняті.
Після звільнення Манштейн якийсь час перебував військовим радником при уряді ФРН, працював у Бундесвері радником з переозброєння. Пішовши на відпочинок, Манштейн почав роботу над мемуарами, де описував дії Вермахту на Східному фронті, в яких всю провину за поразку Німеччини в Другій світовій війні покладав на Гітлера, звинувачуючи його в бездарності і військовому дилетантстві. У той же час він всіляко вигороджував німецький Генеральний штаб і генералітет, а заразом прагнув виправдати й себе, списуючи провину за свої особисті військові поразки на Гітлера і всілякого роду фатальні випадковості. Його книгу «Загублені перемоги» було перекладено багатьма мовами. Перу Манштейна належить також книга спогадів «З життя солдата. 1887—1939» (1958), де він розповідає про події свого життя і військової служби до початку Другої світової війни. Був почесним членом ряду ветеранських військових організацій ФРН.
Останні роки життя він провів у Баварії, де й помер 10 червня 1973 року в невеликому містечку Іршенгаузен.

Еріх фон Манштейн в 1956 році

## Роль Еріха фон Манштейна в історії
Як і всі гітлерівські фельдмаршали, Манштейн почав свою військову кар'єру ще в кайзерівській армії. Закінчив Академію Генерального штабу напередодні Першої світової війни, на полях битв якої здобув великий бойовий досвід. Потім довгі роки займав різні штабні та командні посади в рейхсвері. Але просування його по службі йшло досить повільно. До моменту приходу до влади в Німеччині нацистів (січень 1933 року) Манштейн був усього лише командиром батальйону, вже маючи за плечима 27 років армійської служби. Його стрімкий зліт відбувся тільки в роки Третього рейху — всього за якихось 10 років він пройшов шлях від підполковника до генерал-фельдмаршала (в кайзерівській армії за такий самий час він просунувся всього лише від лейтенанта до капітана).
Разом з переважною більшістю старших і вищих офіцерів рейхсверу, Манштейн спочатку досить скептично ставився до нацистів і навіть за свої антинацистські погляди потрапив до їх «чорного списку», що ледь не коштувало йому кар'єри. Але потім, як і багато його колег, заради своїх честолюбних амбіцій він пішов на компроміс з нацистською владою і зробив на службі їй блискучу військову кар'єру. Від багатьох інших воєначальників Вермахту Манштейн відрізнявся тим, що іноді дозволяв собі мати власну думку. Так, він не схвалював й не брав участі в масових звірствах, що творяться карателями з військ СС на окупованих його військами територіях. Але водночас і не вживав ніяких заходів щодо припинення таких акцій, якщо вони мали місце. Згодом Манштейн, якого раніше не помічали в антисемітизмі, змінив свою точку зору й у «єврейському питанні». Починаючи з 1942 року, він став вимагати від своїх підлеглих безжального ставлення до євреїв.
Деякі історики відмічають, що фон Манштейн ніяким чином не ухвалював участі регулярних військ у масових звірствах, навіть більше, заради виховання у своїх солдатів і офіцерів почуття високої самосвідомості, наказував їм на окупованих територіях СРСР роздавати сільгоспугіддя в приватні руки (і це робилося, причому всупереч волі Гітлера і Герінга, автора «Зеленої папки» — плану збереження колгоспів). Більше того, у ввірених йому частинах Манштейн припинив дію особистого наказу Гітлера про розстріл на місці полонених політпрацівників Червоної армії («Наказ про комісарів») і не заспокоївся, поки не добився його скасування, вважаючи розстріл полонених учасників бою порушенням норм солдатської честі і загальнолюдської моралі.
Варто зазначити, що Манштейна на фронті охороняв добровільний загін російських козаків, а в розташуванні його військ часто не потрібна була навіть охорона для колон полонених — вони самі не розбігалися і в повному складі марширували до місць, зазначених для табору, про що збереглися свідчення і що ніким не спростовано.

### Фон Манштейн як воєначальник
На думку низки військових істориків та експертів, Еріх фон Манштейн належить до числа найвидатніших полководців Третього рейху. За ним міцно закріпилася репутація «найкращого оперативного таланту німецького Генерального штабу». Як воєначальник Манштейн користувався великим авторитетом у військових колах Третього рейху. Визнаний лідер військових істориків Заходу Ліддел Гарт декларував:
«Загальна думка серед генералів, яких мені довелося допитувати в 1945 році, зводилася до того, що фельдмаршал фон Манштейн проявив себе як найталановитіший командир у всій армії і саме його вони в першу чергу бажали б бачити в ролі головнокомандувача…».
Схожу думку про Манштейна не раз висловлювали усно і письмово загальновизнаний у вермахті авторитет Герд фон Рундштедт, «повелитель танків» легендарний Гейнц Гудеріан, навіть Кейтель. Сам фюрер одного разу промовився:
«Можливо, що Манштейн — це найкращі мізки, які тільки породив на світ корпус генштабу».
Один з літописців Другої світової Девід Ірвінг зазначив:
«Повага, яку Гітлер мав до Манштейна, межувала з острахом».
Кожен з них мав Залізний хрест за Першу світову. Гітлер, єфрейтор на тій війні, гордо носив солдатський, 2-го класу, Манштейн — офіцерський, 1-го класу. Для особистих зустрічей обидва завжди одягали ці ордени — мовою цих орденів вони починали діалог, який завжди переходив у суперечку.
Манштейн відрізнявся від основної маси вищих воєначальників Вермахту прогресивнішими поглядами на характер сучасних операцій і способи їх ведення, широтою оперативного кругозору, здатністю здійснювати сміливий і рішучий маневр великими угрупованнями військ, разючою незворушністю в найбільш критичних ситуаціях і швидкістю реакції на будь-які зміни в обстановці. В особливості в маневреному веденні війни Манштейн бачив ключ до перемог над Червоною армією, водночас Манштейн зазначав : «Якщо я хочу перемагати, я маю рухати війська назад і вперед», але з такою стратегією не був згідний Гітлер, він казав «про це навіть мова не йдеться». Але, там де дії Манштейна не були сковані «волею» фюрера він добивався значних результатів (битва за Крим 1941—1942). Чим далі затягувалася війна, тим більше проявлялася «геніальна стратегія» Гітлера утримувати «все». Манштейн безуспішно з цією «стратегією» боровся, окрім боїв проти Червоної армії, в нього була ще одна, проти доктрини Гітлера «утримувати все», особливо це показали бої в Україні 1943—1944 р. де і так мала кількість німецьких військ мала утримувати майже 800 км фронту, при цьому не здаючи жодного метру завойованих земель (спочатку Донбас, а потім Нікополь).
У кожній операції на театрах Другої світової, в кожній битві, в якій Манштейн брав участь або керував, він знаходив успішне вирішення бойового завдання, максимально реалізуючи потенціал своїх військових сил і так само максимально знижуючи можливості противника. Манштейн здобув чимало перемог (в Польщі, у Франції, у Прибалтиці, Приазов'ї, в Криму, під Харковом на початку 1943 року та на інших ділянках фронту). У польському «бліцкригу» 1939 року Манштейн, начальник штабу групи армій «Південь», спланував оточення основних сил лодзинського угруповання поляків, що прикривало Варшаву, створивши перший у Другій світовій війні «котел», після чого спроектував розгром елітного ядра польської армії на Бзурі і взяття столиці Польщі.
Потім він запропонував досить оригінальний і, безсумнівно, блискучий за задумом план кампанії проти Франції, який привернув увагу Гітлера, отримав його схвалення і був покладений в основу стратегічного плану Французької кампанії 1940 року. Але сам Манштейн, як командир армійського корпусу, зміг узяти участь у цій кампанії лише на її завершальному етапі.
З початком війни проти Радянського Союзу в 1941 році Манштейн розгорнув свій талант у всьому блиску, показав, що таке сучасний стиль, методи і рівень ведення бойових дій. 56-й моторизований корпус Манштейна, в червні 1941 року був вістрям «північного клину», діяв вміло, ініціативно і рішуче. Манштейн, пройшовши зі своїм корпусом по тилах Червоної армії 200 км за п'ять днів, забезпечив переправу Вермахту по захопленому з ходу мосту через Західну Двіну і увірвався в Центральну Росію. Основні сили Вермахту, що йшли за Манштейном, тільки в котлах під Мінськом і далі полонили до 700 тис. радянських солдатів. А за весь 41-й рік таким чином було взято в полон до 2,5 мільйонів військовополонених. Зоряним часом для Манштейна стала Кримська операція 1941—1942 років, яку він провів у ролі командувача 11-ю армією. Тут він дійсно домігся вражаючих успіхів.
Водночас, варто відзначити, що всі його перемоги носили локальний характер і не справили вирішального впливу на перебіг збройної боротьби зокрема на радянсько-німецькому фронті, навпаки, ті грандіозні битви, які мали вирішальний вплив на хід і результат не тільки битви на Східному фронті, а й усієї Другої світової війни (Сталінградська — частково, тому що 6 армія Паулюса фактично не входила під командування Манштейна, Курська битва, битва за Дніпро, битви у Правобережній Україні), Манштейном були програні. Незважаючи на блискучий військовий талант, він неодноразово зазнавав у ході битв серйозної поразки.
Однак, після прибуття наприкінці літа 1942 року під Ленінград, генерал визначене йому Гітлером завдання — опанувати Ленінград і з'єднатися з фінськими військами, виконати не зміг. Але слід враховувати те, що перемога там все була здобута, оскільки радянські війська для прориву блокади Ленінграду розпочали свою операцію, де і зазнали невдачі.
Чергове доручення Гітлера — визволити з оточення під Сталінградом 6-ту армію — Манштейн також виконати не зумів. Більше того, очолювана ним група армій «Дон» (тут Манштейн вперше виступив у ролі командувача групою армій) зазнала важкої поразки. Правда, в лютому-березні 1943 року завдяки досить майстерно проведеному контрнаступу на харківському напрямі йому вдалося завдати великої поразки радянським військам, дії Еріха фон Манштейна в цій битві досі вивчаються у багатьох військових академіях як взірець рухливої оборони.
Але на цьому всі перемоги Манштейна закінчилися. Далі пішла безперервна низка поразок — на Курській дузі, під Харковом і Богодуховом, Охтиркою і Києвом, Житомиром та Корсунем-Шевченківським, Уманню і Проскуровом, Рівним і Луцьком, в передгір'ях Карпат і на Волині. У районі Корсуня-Шевченківського Червона армія оточила німецькі сили, але більшості солдатам Вермахту вдалося вийти з оточення. Саме в боях «за Україну» Манштейн прийняв на озброєння тактику «випаленої землі», яку потім інкримінують фельдмаршалу на «процесі», але такою тактикою користувалися обидві сторони конфлікту, якщо радянські війська використовували це у 1941 році, при відступі, то Манштейн у 1943—1944 роках.

### Дії у Криму і ставлення до євреїв
20 листопада 1941 року Манштейн видав наказ, у якому говорив про необхідність «жорстокого покарання» радянських євреїв:
Єврейство являє собою посередницьку ланку між ворогом у нашому тилу й Червоною армією. Набагато сильніше, ніж в Європі, вони утримують всі ключові позиції в політичному керівництві та адміністрації, комерції і торгівлі і є призвідником всіх заворушень і бунтів.
Єврейську більшовицьку систему має бути знищено раз і назавжди, щоб ніколи не вторгалися в наш життєвий простір у Європі. Німецький солдат, таким чином, вирішує не тільки завдання знищення військового потенціалу цієї системи. Він виступає як носій расової концепції і як месник за всі жорстокості, здійснені проти нього і німецького народу.
Солдат повинен розуміти необхідність жорстокого покарання єврейства — носія самого духу більшовицького терору. Це також необхідно для того, щоб припинити в зародку всі спроби заворушень, які в більшості випадків організовані євреями.
У наказі також говорилося, що через продовольчу ситуацію в Німеччині війська повинні в максимально можливій мірі вивезти всі запаси до себе «на батьківщину». При цьому, як визнавав Манштейн, «у ворожих містах значна частина населення буде голодувати».
Історик Валерій Енгель, говорячи про роль у Голокості наказу Манштейна, відзначав, що для винищення євреїв "в радянській кампанії німецьке командування вперше задіяло і армію, оскільки радянські євреї сприймались не тільки як євреї взагалі, а як основні носії «більшовицького духу».
Після захоплення німецькими військами Криму в кінці жовтня 1941 року було вбито близько п'яти тисяч кримчаків і близько вісімнадцяти тисяч євреїв. Окупаційна влада не була впевнена щодо приналежності кримчаків до «єврейської раси», тому зробила запит у Берлін, де їм відповіли, що кримчаки також повинні бути знищені. Відповідно до цього, айнзацгрупою СС «D», з 16 листопада по 15 грудня 1941 в Західному Криму було знищено 2504 кримчаків. 11 грудня німці розстріляли поблизу села Мазанка кримчаків із Сімферополя, 4 грудня — кримчаків у Феодосії та Керчі. 18 січня 1942 в Карасу-Базарі близько двох тисяч кримчаків було отруєно газом в «душогубках».
І. А. Альтман, коментуючи наказ Манштейна, писав:

З'єднання ідеологічних і расистських гасел пронизувало всі пропагандистські заклики, адресовані солдатам вермахту. «Єврейське питання» незмінно займало у них важливе місце. … Майже всі провідні німецькі війська в тій чи іншій мірі ініціювали жорстоке поводження військ проти всього мирного населення на окупованій території.

Як зазначив Дюков О. Р.:
підписаний 20 листопада наказ фон Манштейна не пройшов дарма. Втім, жорстокість до євреїв, проявлені військами Манштейна, не була чимось унікальним.

В інших своїх наказах Манштейн рекомендував зтравлювати кримських татар і мусульман з партизанами.
Проте загалом провина Манштейна в злочинах проти євреїв є недоведеною і вказані документи є лише непрямими свідоцтвами.

## Нагороди генерал-фельдмаршала Еріха фон Манштейна
- Залізний Хрест 2-го класу (5 жовтня 1914)
- Залізний Хрест 1-го класу (13 листопада 1915)
- Лицарський хрест Королівського ордену дому Гогенцоллернів з мечами (Пруссія) (квітень 1918)
- Лицарський хрест ордена Фрідріха 1-го класу з мечами (Вюртемберг)
- Хрест «За вірну службу» (Шаумбург-Ліппе)
- Ганзейський Хрест (Гамбург)
- Чорний нагрудний знак «За поранення» (1918)
- Почесний хрест ветерана війни за 1914-1918 (1934)
- Пряжка до Залізного хреста 2-го класу (16 вересня 1939)
- Пряжка до Залізного хреста 1-го класу (21 вересня 1939)
- Лицарський хрест Залізного хреста № 31 (19 липня 1940)
  - Лицарський хрест Залізного хреста з Дубовим листям № 209 (14 березня 1943)
  - Лицарський хрест Залізного хреста з Дубовим листям та Мечами № 59 (30 березня 1944)
- Орден Михая Хороброго:
  - 3-го класу (21 листопада 1941) (Румунія)
  - 2-го класу (Румунія)
- Медаль «За зимову кампанію на Сході 1941/42»  (1942)
- Медаль за вислугу років у збройних силах I ступеня (за 25 років військової служби)
  - Медаль за вислугу років у збройних силах II ступеня (за 18 років військової служби)
  - Медаль за вислугу років у збройних силах III ступеня (за 12 років військової служби)
  - Медаль за вислугу років у збройних силах IV ступеня (за 4 роки військової служби)
- Кримський щит у золоті (1943)
- 8 разів відмічений в доповіді Вермахтберіхт (11, 12 та 31 жовтня 1941, 19 та 20 травня 1942, 2 липня 1942, 20 березня 1943, 4 серпня 1943)

## Мемуари
- Манштейн Э. фон. Утерянные победы = Verlorene Siege. — М.: : ACT; СПб Terra Fantastica,, 1999. (рос.)
- Манштейн Э. фон. Из жизни солдата. М.: Феникс, 2000, 320 с. ISBN 5-222-01167-4

## Відео
- Wehrmacht Generals-Erich von Manstein